# 1947 en rugby à XV
Cette page présente les faits marquants de l'année 1947 en rugby à XV : les principales compétitions et évènements liés au rugby à XV et rugby à sept ainsi que les naissances et décès de grandes personnalités de ce sport.

## Principales compétitions
- Currie Cup (du ?? 1946 au ?? 1947)
- Championnat de France (du ?? 1946 au 23 avril 1947)
- Championnat d'Italie (du ?? 1946 au 13 avril 1947)
- Tournoi des Cinq Nations (du 1er janvier au 19 avril 1947)

## Événements

### Avril
- 13 avril : le Stade toulousain remporte le Championnat de France en battant le SU Agen en finale sur le score de 10 à 3.
- 19 avril : la France participe au Tournoi des Cinq Nations pour la première fois depuis 1931. L'Angleterre et le pays de Galles remportent la compétition avec trois victoires et une défaite chacun.

### Mai
- ? mai : le Ginnastica Torino, emmené par Vincenzo Bertolotto et quelques anciens du GUF Torino, Championnat d'Italie[1].

## Principales naissances
- 12 juillet : Gareth Edwards, demi de mêlée international gallois ayant obtenu 53 sélections entre 1967 et 1978 naît à Pontardawe.